# Tituly a vyznamenání Rafaela Trujilla

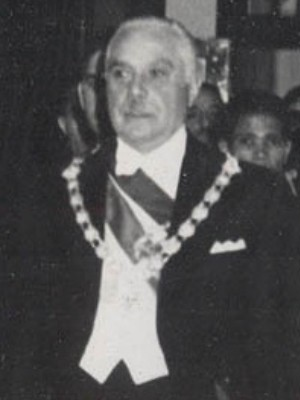
Rafael Trujillo (1952)

Rafael Trujillo Molina Leónidas, diktátor vládnoucí v Dominikánské republice v letech 1930 až 1961, obdržel během svého života řadu vyznamenání a ocenění. V době své vlády byl také nejvyšším představitelem řádů Dominikánské republiky.

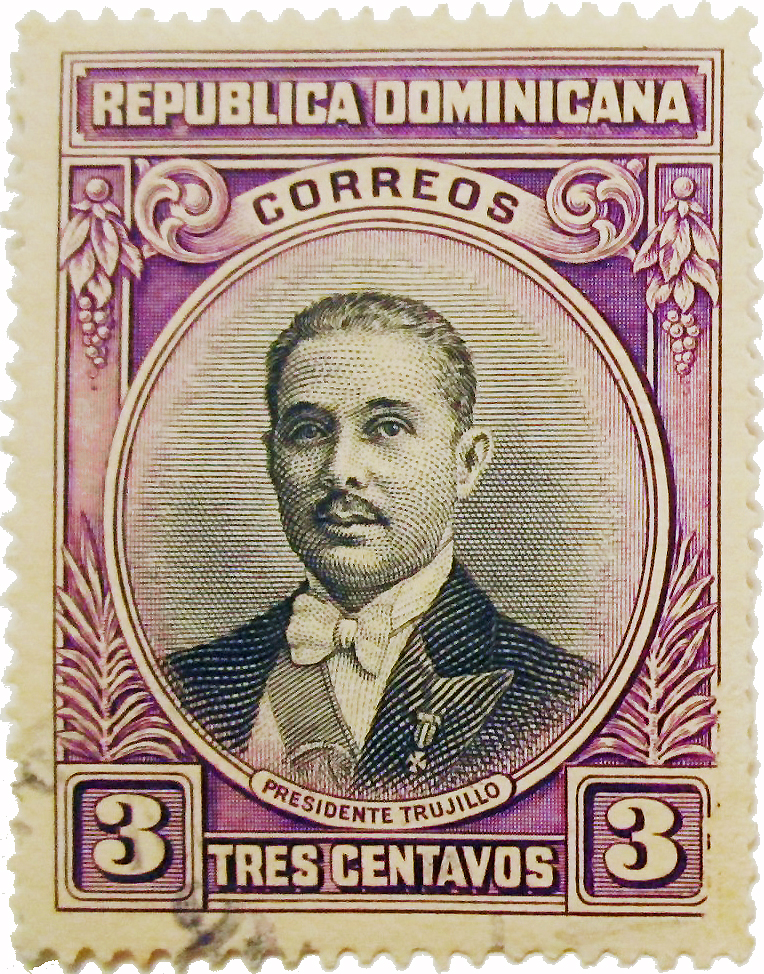
Poštovní známka s vyobrazením prezidenta Trujilla

## Vyznamenání

### Národní vyznamenání
- velmistr a řetěz Řádu za zásluhy Duarta, Sáncheze a Melly
- velmistr a řetěz Řádu Trujilla
- velmistr a řetěz Řádu Kryštofa Kolumba
- velmistr Vojenského řádu generál kapitána Santany za hrdinství
- velmistr Vojenského záslužného řádu
- velmistr Leteckého záslužného řádu

### Zahraniční vyznamenání
- Argentina
  -  velkokříž s řetězem Řádu osvoboditele generála San Martína
- Bolívie
  -  velkokříž Řádu andského kondora
- Brazílie
  -  velkokříž Řádu Jižního kříže
- Čína
  -  velká červená stuha s bílými okraji Řádu jasného nefritu
- Ekvádor
  -  hvězda Řádu Abdóna Calderóna
  -  velkokříž Národního řádu za zásluhy
- Francie
  -  velkokříž Řádu čestné legie
  -  Croix de guerre 1939–1945
- Haiti
  -  velkokříž Národního řádu cti a zásluh
- Honduras
  -  velkokříž Řádu Francisca Morazána
- Chile
  -  velkokříž s řetězem Řádu za zásluhy
- Itálie
  -  komtur Řádu italské koruny
  -  velkokříž s řetězem Řádu zásluh o Italskou republiku – 31. července 1954[1]
- Japonsko
  -  velkokříž Řádu chryzantémy
- Kolumbie
  -  velkokříž speciální třídy Řádu Boyacá

Erb Trujilla jakožto rytíře Řádu Karla III.

- Kuba
  - Námořní záslužný řád I. třídy
  -  velkokříž Řádu Carlose Manuela de Céspedes – 1959
- Libanon
  -  velkokříž speciální třídy Řádu za zásluhy
- Libérie
  -  Řád liberijských průkopníků
- Mexiko
  -  řádový řetěz Řádu aztéckého orla
- Německo
  -  velkokříž speciální třídyZáslužného řádu Spolkové republiky Německo[2]
- NikaraguaErb Trujilla jakožto rytíře Řádu Karla III.
  -  velkokříž s řetězem Řádu Rubéna Daría – 1980
- Nizozemsko
  -  velkokříž Řádu nizozemského lva
- Panama
  -  velkokříž s řetězem Řádu Manuela Amadora Guerrera
  -  velkokříž Řádu Vasco Núñeze de Balboa
- Paraguay
  -  velkokříž Národního řádu za zásluhy
- Peru
  -  velkokříž s diamanty Řádu peruánského slunce
- Portugalsko
  -  velkokříž Řádu avizských rytířů – 12. června 1957[3]
- Španělsko
  -  velkokříž Řádu Karla III. – 1947
  -  velkokříž s řetězem Řádu Isabely Katolické – 1954
  -  velkokříž Řádu Alfonse X. Moudrého – 1957
  -  Odznak španělského červeného kříže
  -  Řád Španělské republiky
- Tchaj-wan
  -  velkostuha speciální třídy Řádu příznivých oblaků
- Vatikán
  -  velkokříž Řádu svatého Řehoře Velikého
  -  velkokříž Řádu Pia IX.
  -  rytíř velkokříže Rytířského řádu Božího hrobu jeruzalémského
- Venezuela
  -  velkokříž s řetězem Řádu osvoboditele